# The Twilight Saga: Breaking Dawn - Part 1
The Twilight Saga: Breaking Dawn – Part 1 (ofte bare kaldt Breaking Dawn – Part 1) er en 2011 amerikansk romantisk fantasyfilm, instrueret af Bill Condon baseret på bogen: Breaking Dawn af Stephenie Meyer. Den først del af en to-delt film, der er den fjerde The Twilight Saga-serien. Blandt medvirkende er Kristen Stewart, Robert Pattinson og Taylor Lautner, der alle gentager deres roller fra de tidligere film.